# مايك أوليفر
مايك أوليفر (بالإنجليزية: Mike Oliver)‏‏ (3 فبراير 1945 - 3 مارس 2019 ) ناشط حقوق الإنسان من المملكة المتحدة.